# Cladonia laii
Cladonia laii S. Stenroos (1989), è una specie di lichene appartenente al genere Cladonia,  dell'ordine Lecanorales.
Il nome proprio deriva dalla lichenologa taiwanese Ming-You Lai (1949 - 2007).

## Caratteristiche fisiche
All'esame cromatografico sono state rilevate quantità di acido barbatico, acido usnico e acido 4-0-dimetilbarbarico.
Il fotobionte è principalmente un'alga verde delle Trentepohlia.

## Località di ritrovamento
La specie è stata rinvenuta nelle seguenti località:
- Bhutan;
- Cina (Yunnan);
- Taiwan (Yu-shan National Park)

## Tassonomia
Questa specie per la maggior parte dei lichenologi (Mattick, 1940; Thomson, 1968; Huovinen et al.1989b; Stenroos, 1989b; Ahti, 2000) appartiene alla sezione Cocciferae; secondo pochi altri formerebbe un clade, nell'ambito delle Ochroleucae insieme a C. bacilliformis, C. carneola, C. elixii e C. botrytes.
A tutto il 2008 non sono state identificate forme, sottospecie e varietà.